# Harem (film, 1984)
Pour les articles homonymes, voir Harem (homonymie).
 Pour plus de détails, voir Fiche technique et Distribution
Harem est un film pornographique gay de Jean-Daniel Cadinot sorti en 1984.

## Synopsis
Différentes scènes de rapports sexuels entre hommes ont lieu dans des hammams et les échoppes d'un souk.
Un jeune Français se fait prendre par un inconnu dans un hammam où baisent d'autres hommes. En sortant, il cherche à rattraper l'inconnu, car il souhaite le revoir. 
Au fil de ses recherches dans les échoppes, il suscite le désir d'un marchand qui le sodomise. Ce dernier part en le laissant à un Noir athlétique qui pénètre le jeune homme.
Dans une autre boutique, le Français surprend un Noir et un Blanc ensemble. Il se caresse en les regardant, puis quand ils ont fini, il prend la place de l'autre Blanc.
Chez un vendeur de djellabas, le jeune homme se déshabille pour un essayage. Le vendeur l'observe, le caresse puis le prend sauvagement. Le Français jouit en chevauchant son sexe, puis le vendeur éjacule dans sa bouche. 
Alors qu'il veut sortir, il est arrêté par un autre vendeur de djellabas qui exhibe son sexe, et c'est reparti pour un tour. Le vendeur lui demande ensuite de lui amener ses amis.
Ne retrouvant pas l'inconnu qu'il cherche, il retourne au hammam où deux jeunes hommes le reluquent en se masturbant. Ils le prennent à tour de rôle. Puis le personnage principal s'en va sucer un troisième avant de chevaucher son sexe. Les trois hommes finissent par jouir sur son corps. 
Le héros recroise l'inconnu dans la rue. Il s'appelle Omar et était resté chez lui pendant que l'autre le cherchait. Ils se lient et Omar l'emmène se baigner nu dans la mer. Ensuite, le jeune Français lui montre sa chambre. Ils s'embrassent sur le lit puis font l'amour. Le Français demande à son amant s'il veut le suivre en France ou rester au pays.

## Fiche technique
- Titre original : Harem
- Titre anglais : Sex Bazaar
- Réalisation : Jean-Daniel Cadinot
- Scénario : Jean-Daniel Cadinot
- Photographie :
- Musique :
- Producteur :
- Société de production : JDC Studio
- Sociétés de distribution :
- Langues : français
- Format : Couleur
- Genre : Film pornographique
- Durée : 90 minutes
- Dates de sortie :

## Distribution
- Pierre-Yves Darget
- Omar Salam
- Abdel Aziz
- Arnaud Monastier
- Djaï Kamara
- Luigi Di Como
- Marek Rotsmann
- Mickaël Dickson
- Mongo N'Gazza
- Djalil (comme Oualid Djelal)
- Sydney McKenna

## Distinctions
- Gay Producers Association 1984 : prix du meilleur film étranger[1]
- GayVN Awards 2005 : prix du meilleur DVD classique gay (ex-æquo avec Spokes)[2]

## Autour du film
Harem est reconnu comme un classique de la pornographie gay : 
« Ce Bildungsroman pornographique deviendra rapidement un classique de la pornographie gay française. » 
Les historiens et les critiques remarquent l'opposition entre le personnage français et ses partenaires nord-africains : 
« Le film érotique de Jean-Daniel Cadinot Harem porte à l'écran d'innombrables rencontres sexuelles, et une histoire d'amour naissante, entre un Européen blond et des Nord-Africains à la peau sombre dans un hammam et dans un souk. »
Ils voient dans ce film le reflet de représentations stéréotypées des anciennes colonies :
« Dans Hammam, Harem et Nomades, tous filmés au Maghreb, Cadinot tire profit de l'héritage colonial nord-africain de la France tout en promouvant un fantasme généralisé de la sexualité à l'orientale, regorgeant de stéréotypes coloniaux et de clichés. »
Le film montre selon Nick Rees-Roberts « la commercialisation effective du corps arabe », alors que le personnage du Français ne paie pas les hommes et répond le plus souvent à leurs sollicitations. De manière plus juste, pour Christian Fournier, « Harem […] semble illustrer le fameux manifeste du FHAR qui clame le droit et le désir des pédés français de se faire enculer par des Arabes. » Les Arabes et les Noirs sont exoticisés par leur couleur de peau et leur accent, mais c'est le Français blanc qui se révèle insatiable, et tous semblent être de purs objets sexuels, ce qui est courant dans la pornographie.